# Nieśmiertelny pułk

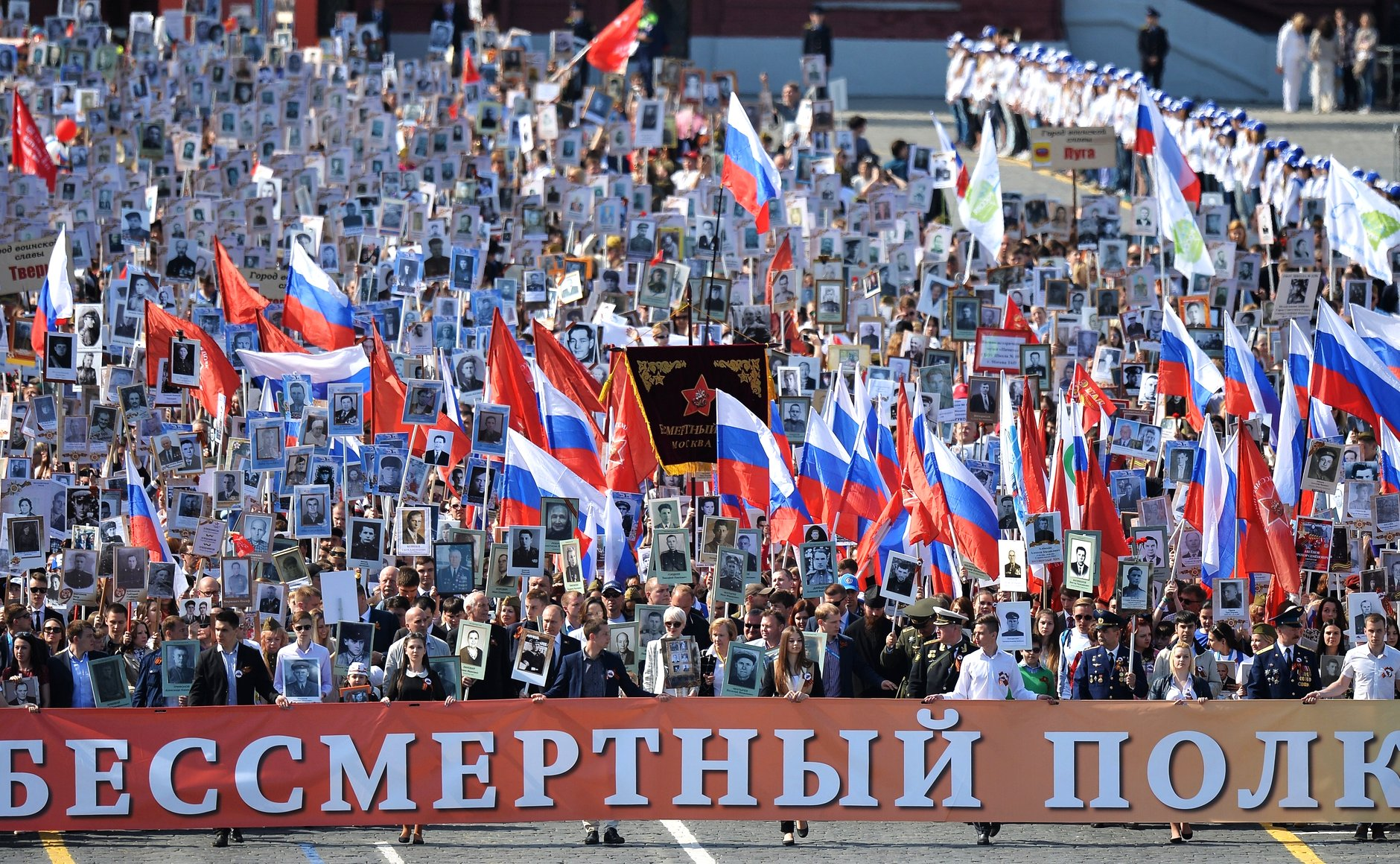
Akcja „Nieśmiertelny pułk” w Moskwie, 9 maja 2015.

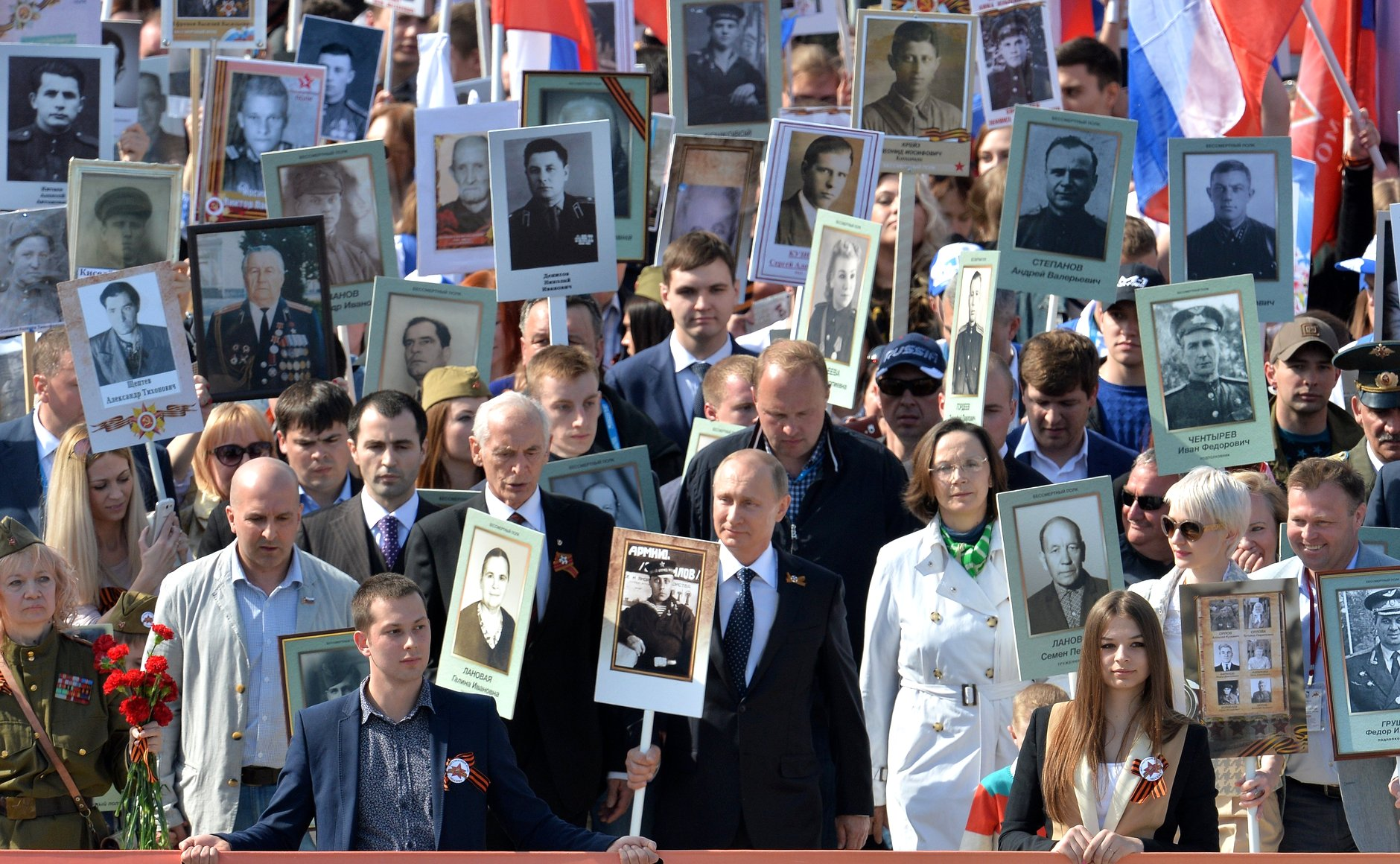
Władimir Putin z wizerunkiem ojca w Dniu Zwycięstwa w 2015 roku

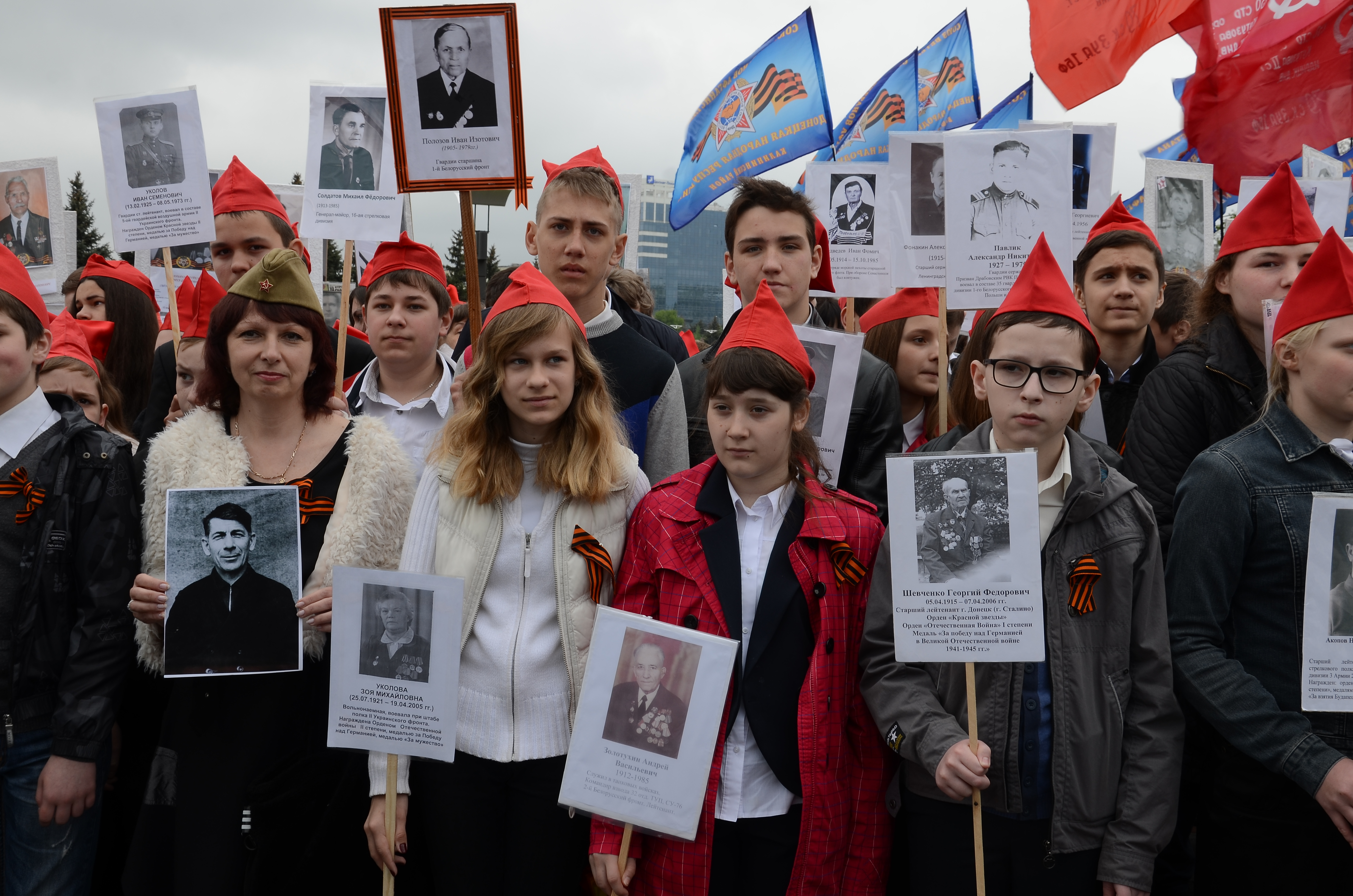
Uczestnicy obchodów w Doniecku, 2015 rok

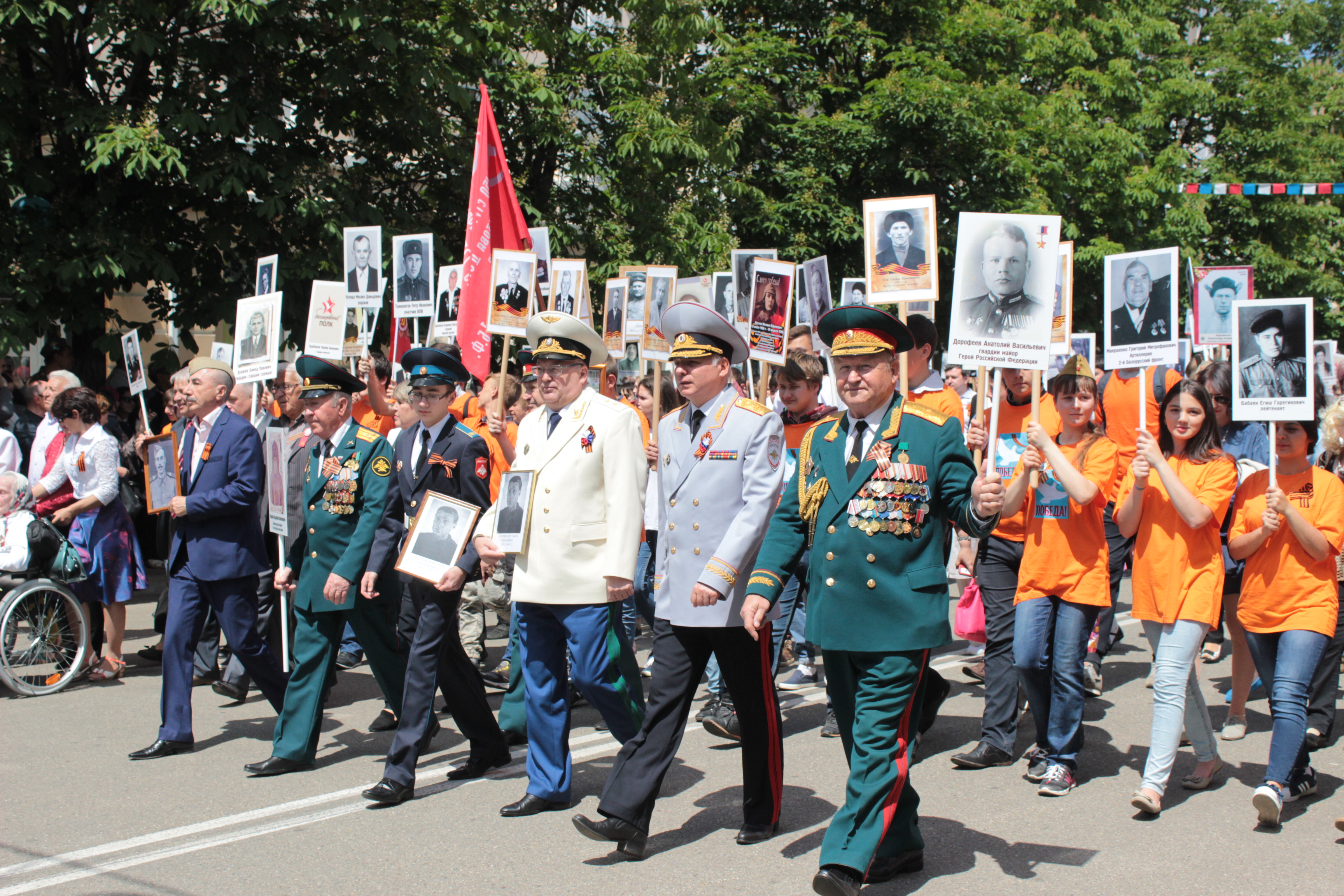
„Nieśmiertelny pułk” w Majkopie, 9 maja 2016.

Nieśmiertelny pułk (ros. Бессмертный полк trb. Biessmiertnyj połk trl. Bessmertnyj polk) – akcja społeczna w Rosji i innych krajach, organizowana w Dniu Zwycięstwa. Ich uczestnicy zbierają się na marsz upamiętniający i niosą zdjęcia członków ich rodzin, którzy walczyli w wielkiej wojnie ojczyźnianej.

## Historia
Przed akcją „Nieśmiertelny pułk” miały miejsce wydarzenia o podobnym charakterze. W 1965 roku przez Nowosybirsk przemaszerowali studenci ze zdjęciami weteranów. W obecnej formie akcja rozpoczęła się pod nazwą „Parada zwycięzców” w zachodniosyberyjskim mieście Tiumeń w 2007 roku, a w następnych latach objęła kolejne miasta, w tym Kemerowo, Kazań i Nowosybirsk, a w 2010 roku Moskwę. Pod obecną nazwą przemarsz po raz pierwszy odbył się w Tomsku w 2012 roku, w 2013 roku w 30 miastach, w 2014 roku w 120 miastach (w tym na Ukrainie i w Kazachstanie), a w 2015 roku w 500 miastach.
W 2015 roku, z okazji 70. rocznicy zwycięstwa, akcja miała miejsce w Rosji, Austrii, Azerbejdżanie, na Białorusi, w Niemczech, Izraelu, Irlandii, Kazachstanie, Kirgistanie, Mongolii, Norwegii, USA, Ukrainie i Estonii. W Moskwie przemarsz odbył się po Paradzie Zwycięstwa na Placu Czerwonym i na ulicach miasta. Według danych policji w wydarzeniu wzięło udział 500 000 osób, w tym prezydent Władimir Putin, który niósł portret swojego ojca, żołnierza z II wojny światowej.

## Sprawy organizacyjne
Organizacją zajmuje się historyczno-patriotyczny ruch publiczny „Nieśmiertelny pułk”. Wstępna rejestracja w celu uczestnictwa nie jest wymagana. Celem akcji jest uhonorowanie członka rodziny, który był weteranem wojennym, partyzantem, bojownikiem podziemnym, robotnikiem na froncie domowym, więźniem obozu koncentracyjnego lub osobą dotkniętą blokadą Leningradu. Zabronione jest prezentowanie jakichkolwiek komunikatów handlowych lub politycznych.